# Ober Gabelhorn
L'Ober Gabelhorn és una muntanya de 4063 metres que es troba a la regió del Valais a Suïssa.